# Fringilla coelebs

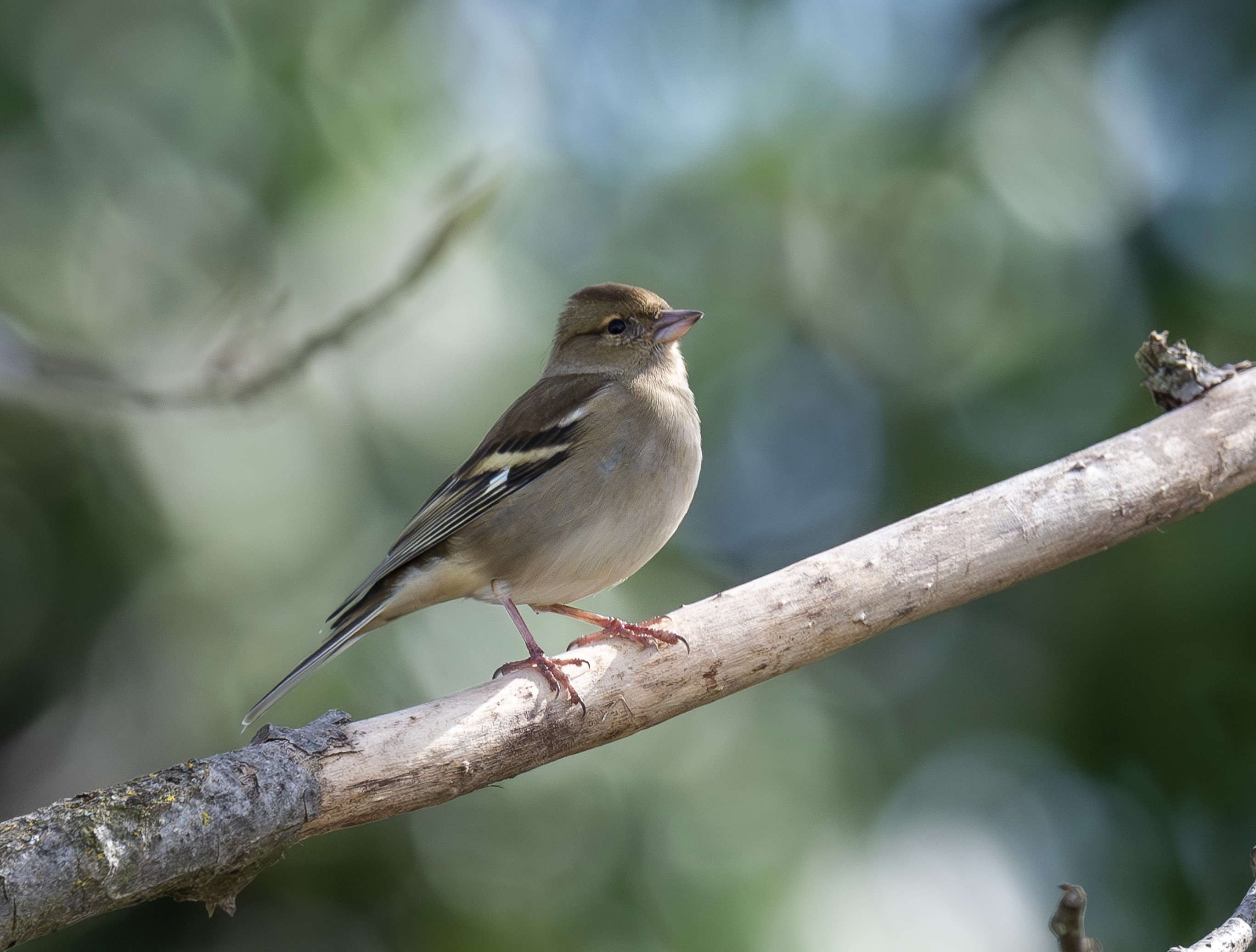

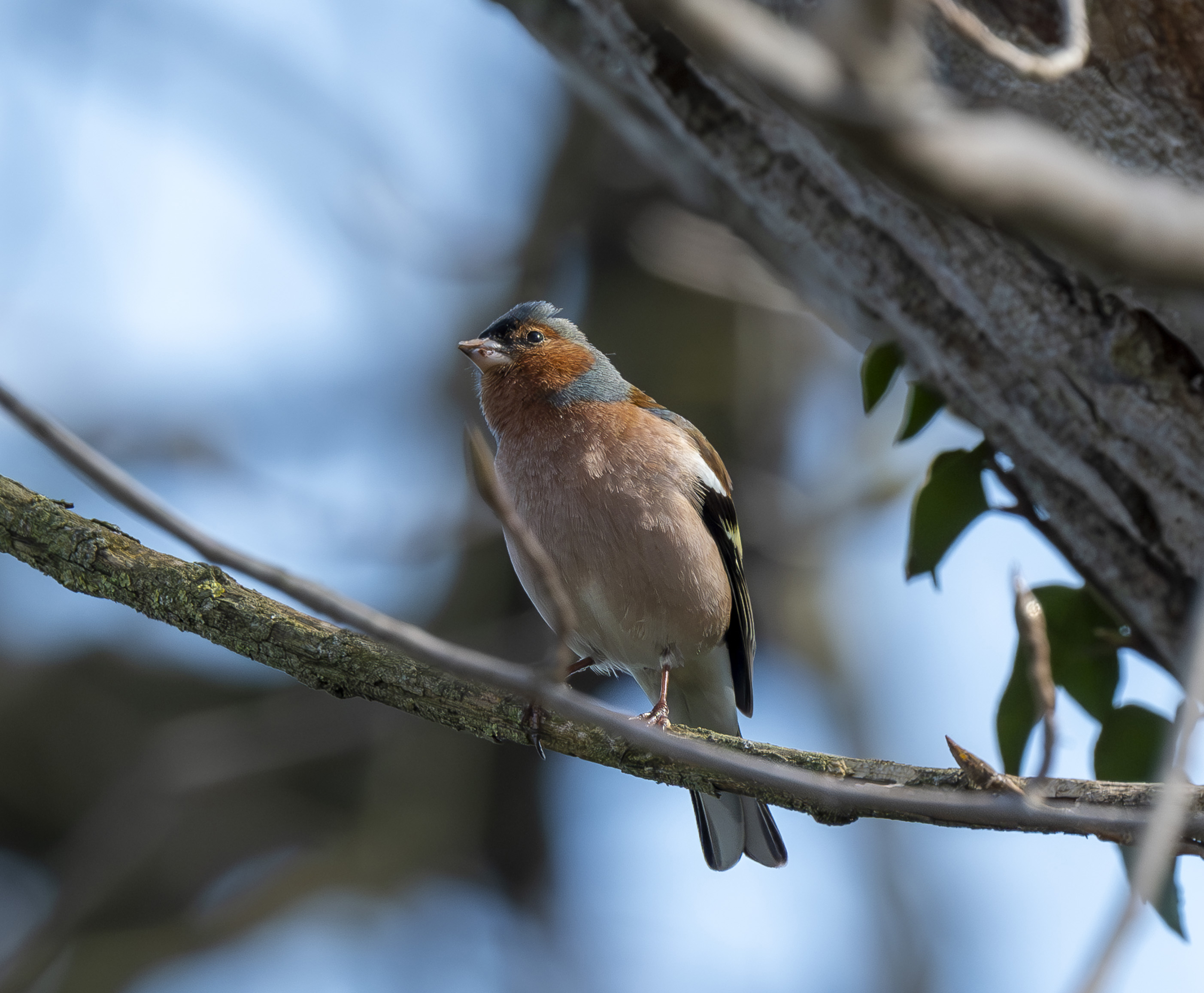

Il fringuello (Fringilla coelebs Linnaeus, 1758) è un piccolo uccello passeriforme della famiglia Fringillidae.

## Etimologia
Il nome scientifico della specie, coelebs, deriva dal latino e significa "celibe", in quanto Linneo notò che le femmine della popolazione svedese tendevano a migrare a sud alla fine dell'autunno, lasciando i maschi da soli ad affrontare i rigori dell'inverno.

## Descrizione

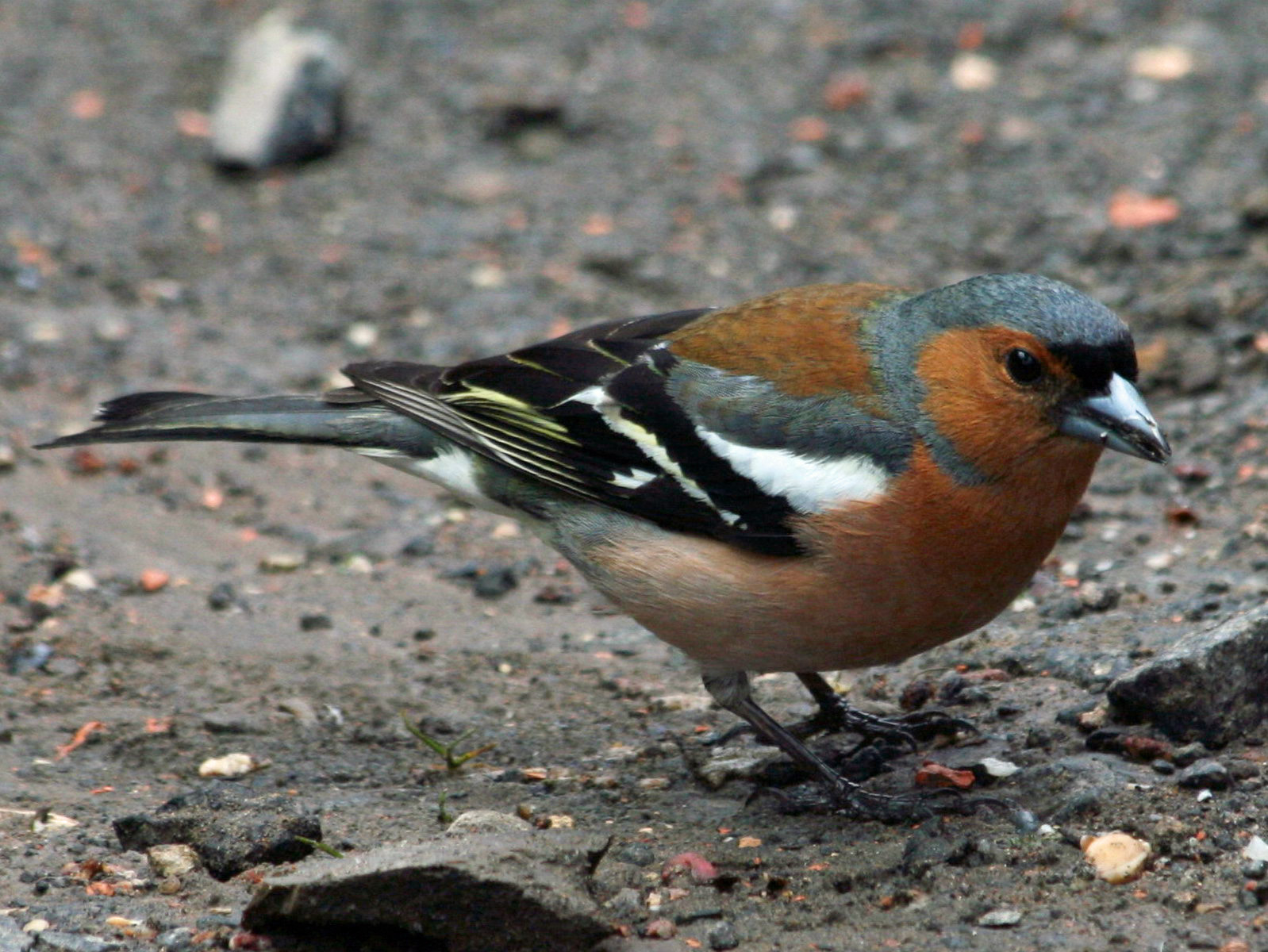
Maschio al suolo.

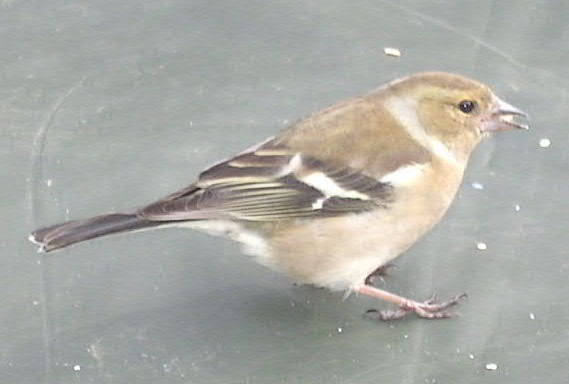
Femmina si alimenta al suolo.

### Dimensioni
Misura 14–18 cm di lunghezza per un peso di 17-29 g e un'apertura alare di 24,5-28,5 cm.

### Aspetto
Si tratta di uccelletti dall'aspetto robusto e abbastanza riconoscibile per forma e colorazione nel panorama degli uccelli europei, muniti di testa squadrata e becco conico.

Il piumaggio presenta un forte dicromatismo sessuale: nei maschi la fronte è nera, mentre vertice, nuca e spalle sono di colore grigio-azzurro, faccia e petto rosso ruggine che sfuma nel rosa-cannella ventralmente e nel bianco sul sottocoda; i fianchi sono grigiastri, il dorso è rosso-bruno, il codione è verde oliva e le ali presentano copritrici e remiganti nere con una banda trasversale bianca che crea un disegno inconfondibile riproposto anche sulla coda, nera con bordo bianco. Le femmine, invece, non hanno alcun segno di rosso o azzurro nel piumaggio: mostrano livrea bruno-giallastra su gran parte del corpo, più chiaro ventralmente e più scuro dorsalmente, e conservano i disegni bianchi su ali e coda. 
Alla fine della stagione riproduttiva il piumaggio muta e diviene più sbiadito, specialmente nei maschi, con la comparsa di sfumature brune sul bianco delle ali e rosso cefalotoracico che diviene rosato, mentre l'azzurro dorsale sfuma in un color ardesia. In ambedue i sessi gli occhi sono neri e le zampe sono di color carnicino. Il becco è nero-bluastro durante la stagione degli amori e rosato d'inverno, con tendenza a schiarirsi alla base in ambo i periodi.
È presente una certa tendenza alla variazione della taglia media, nonché dell'intensità e dell'estensione della colorazione azzurra e rossa corporea nei maschi a seconda della sottospecie.

## Biologia

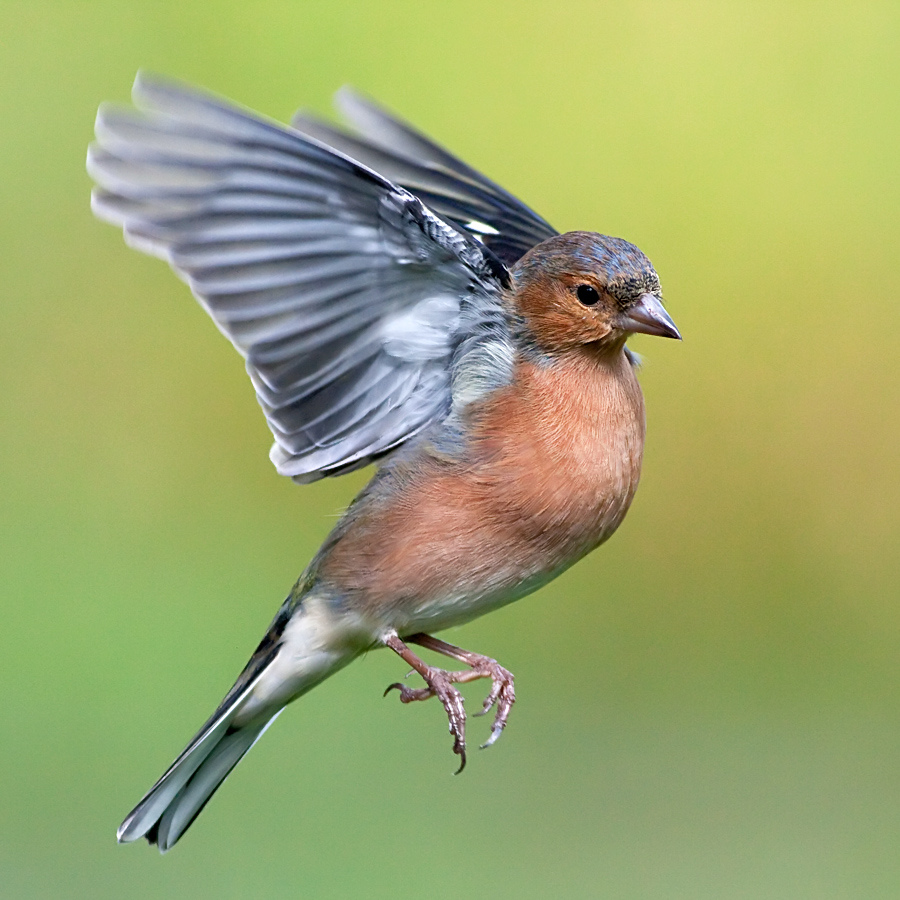
Maschio in volo nel Renfrewshire.

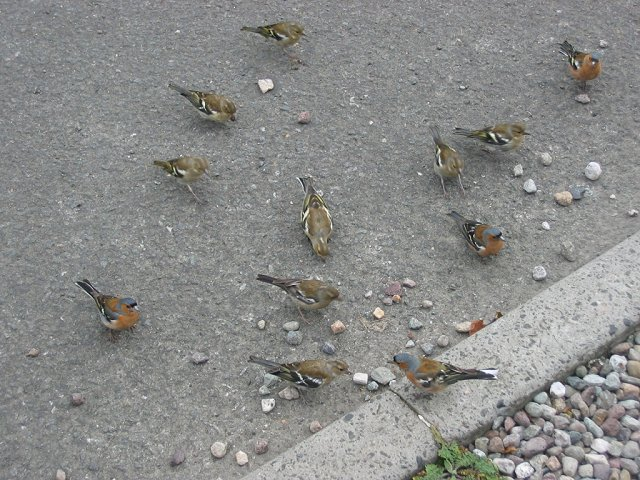
Gruppo di fringuelli al suolo a Inveruglas.

Sono uccelli diurni, che all'infuori del periodo riproduttivo possono riunirsi in piccoli stormi, talvolta accompagnandosi con l'affine peppola, con la quale sono noti anche casi di ibridazione. Passano la maggior parte del tempo alla ricerca di cibo, al suolo o fra gli steli d'erba alta, tenendosi in contatto mediante richiami pigolanti.
Il  è una prerogativa dei maschi in amore; ciascun maschio dispone di un arsenale di due o tre melodie, che elabora autonomamente a partire dall'ascolto in giovane età di altri maschi che cantano. Tale apprendimento giovanile è cruciale nella formazione dei piccoli, al punto che esemplari di fringuello ai quali viene impedito di sentire altri maschi cantare difficilmente riescono a farlo a propria volta, sebbene iniezioni di testosterone sembrino poter far sviluppare tale processo in maniera autonoma. Il canto, inoltre, sembra subire variazioni regionali paragonabili a veri e propri dialetti.

### Alimentazione

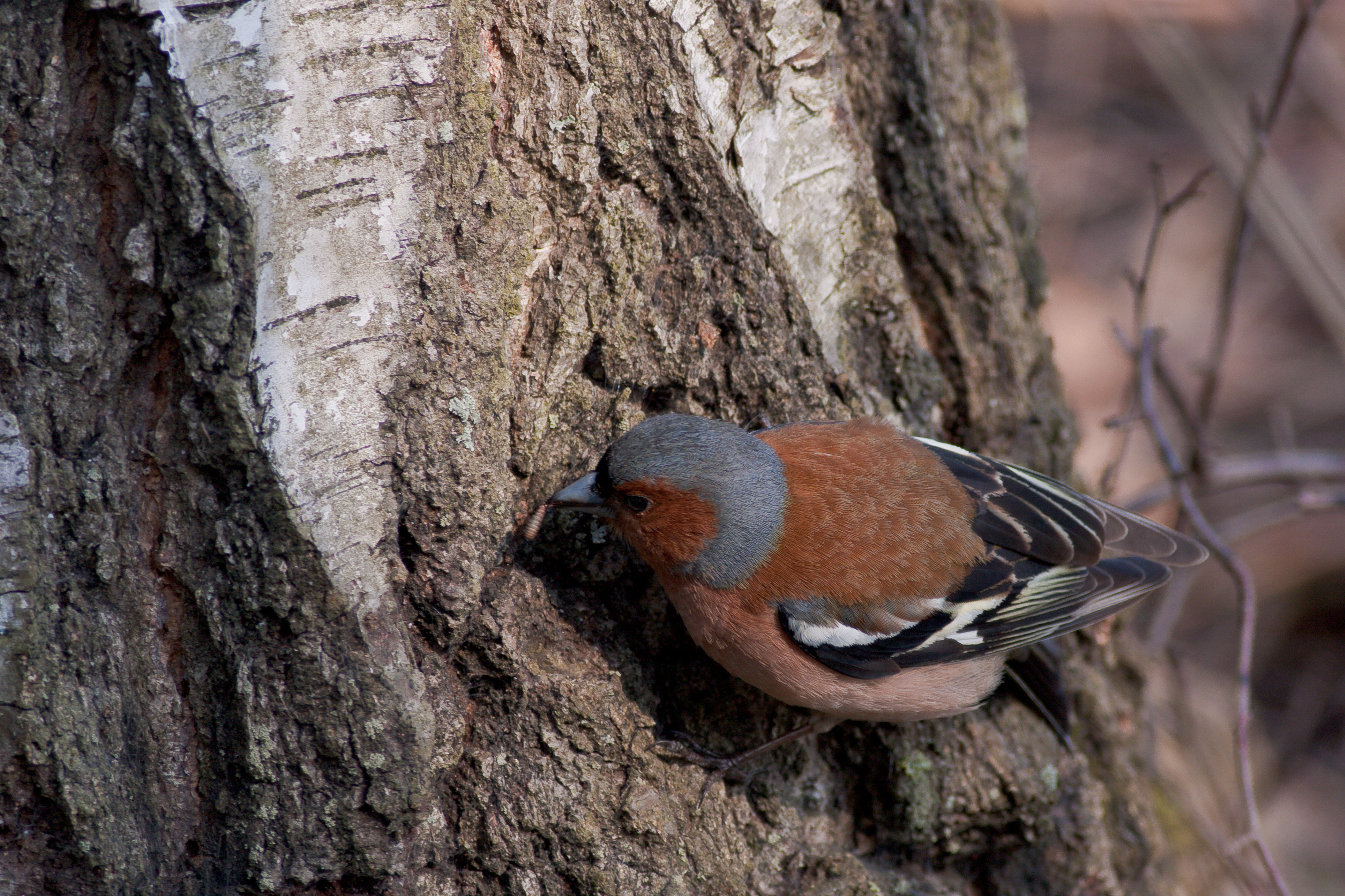
Maschio cerca il cibo in Finlandia.

La dieta si compone in maniera più o meno equa di materiale di origine vegetale (principalmente semi e granaglie, ma anche bacche e germogli) e animale (insetti, larve, piccoli invertebrati). I fringuelli tendono a cercare e consumare il cibo al suolo. D'inverno si avvicinano ai campi coltivati in cerca di cibo.

### Riproduzione

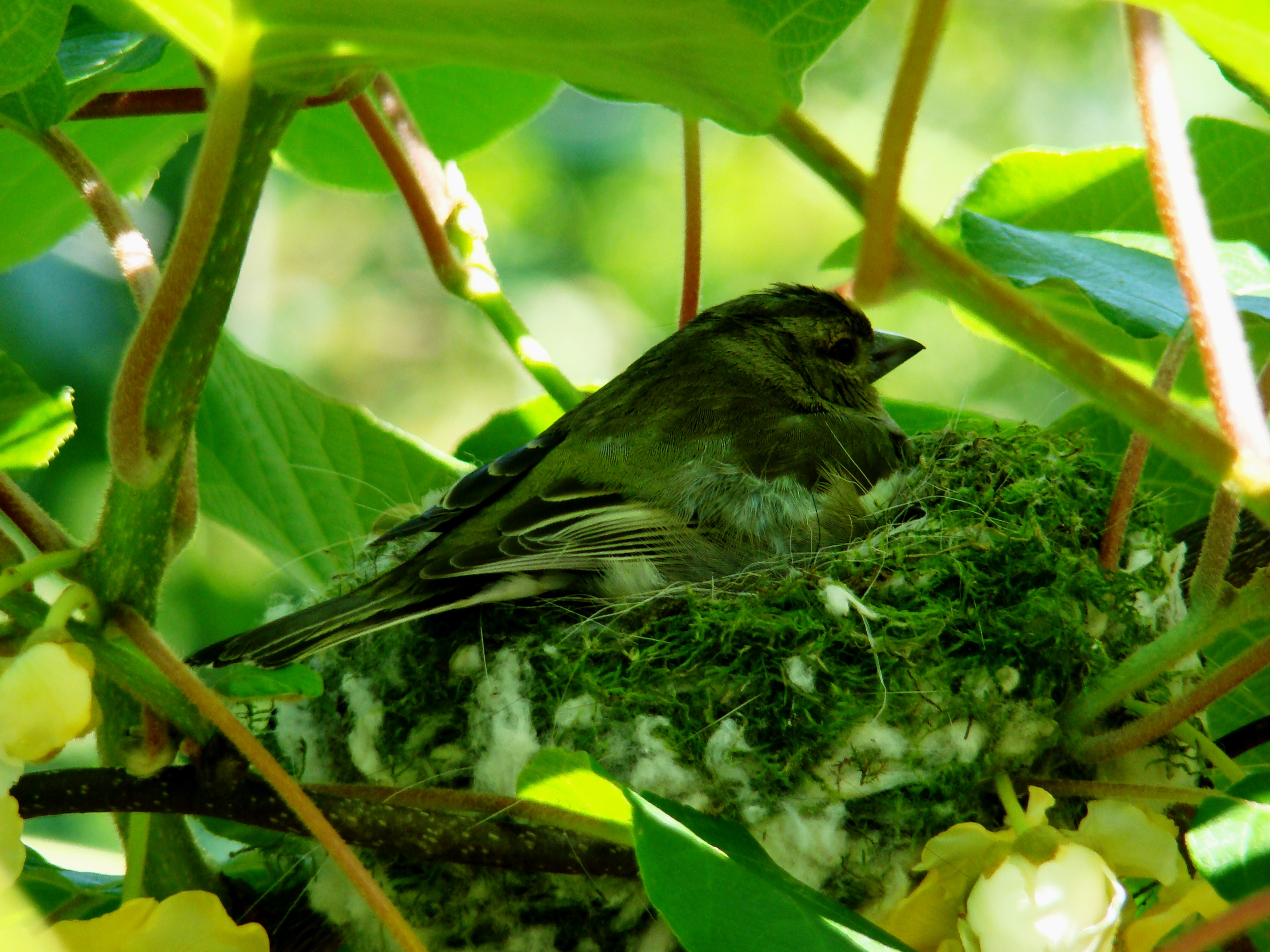
Femmina in cova: dopo l'accoppiamento, l'evento riproduttivo è a quasi totale carico delle femmine.

I fringuelli sono uccelli essenzialmente monogami: spesso le coppie persistono nel tempo.

Il periodo riproduttivo varia a seconda della porzione di areale della specie, in quanto dipende dalla temperatura. Generalmente si colloca nella tarda primavera e va da aprile a giugno, e solitamente si portano a termine tre covate. Durante il periodo degli amori i maschi divengono piuttosto territoriali e cantano quasi incessantemente da posatoi in evidenza (ad esempio, il ramo di un grosso albero in una radura) per attrarre le femmine e scegliere la compagna, scacciando energicamente eventuali intrusi.

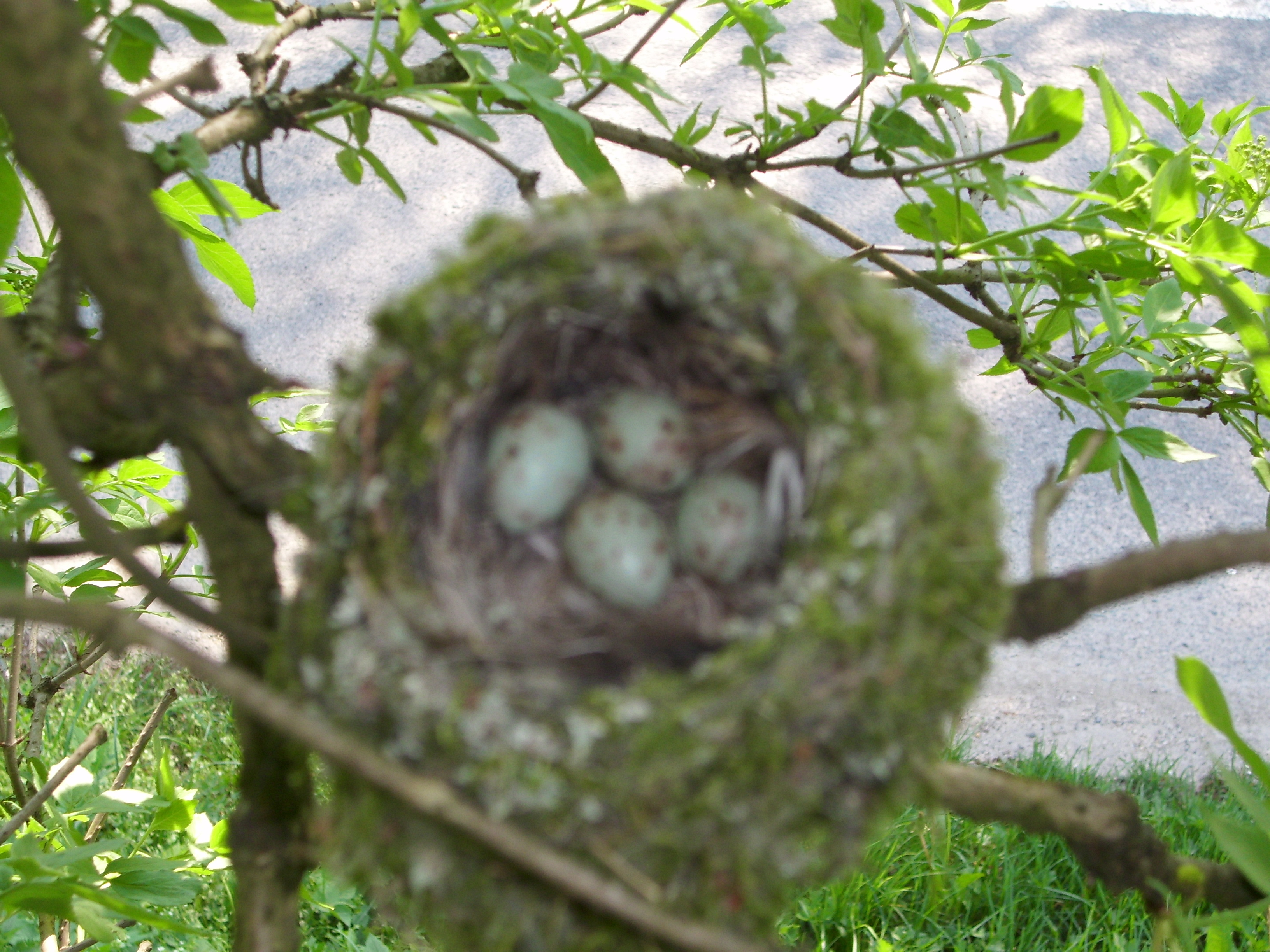
Nido con quattro uova in Repubblica Ceca.

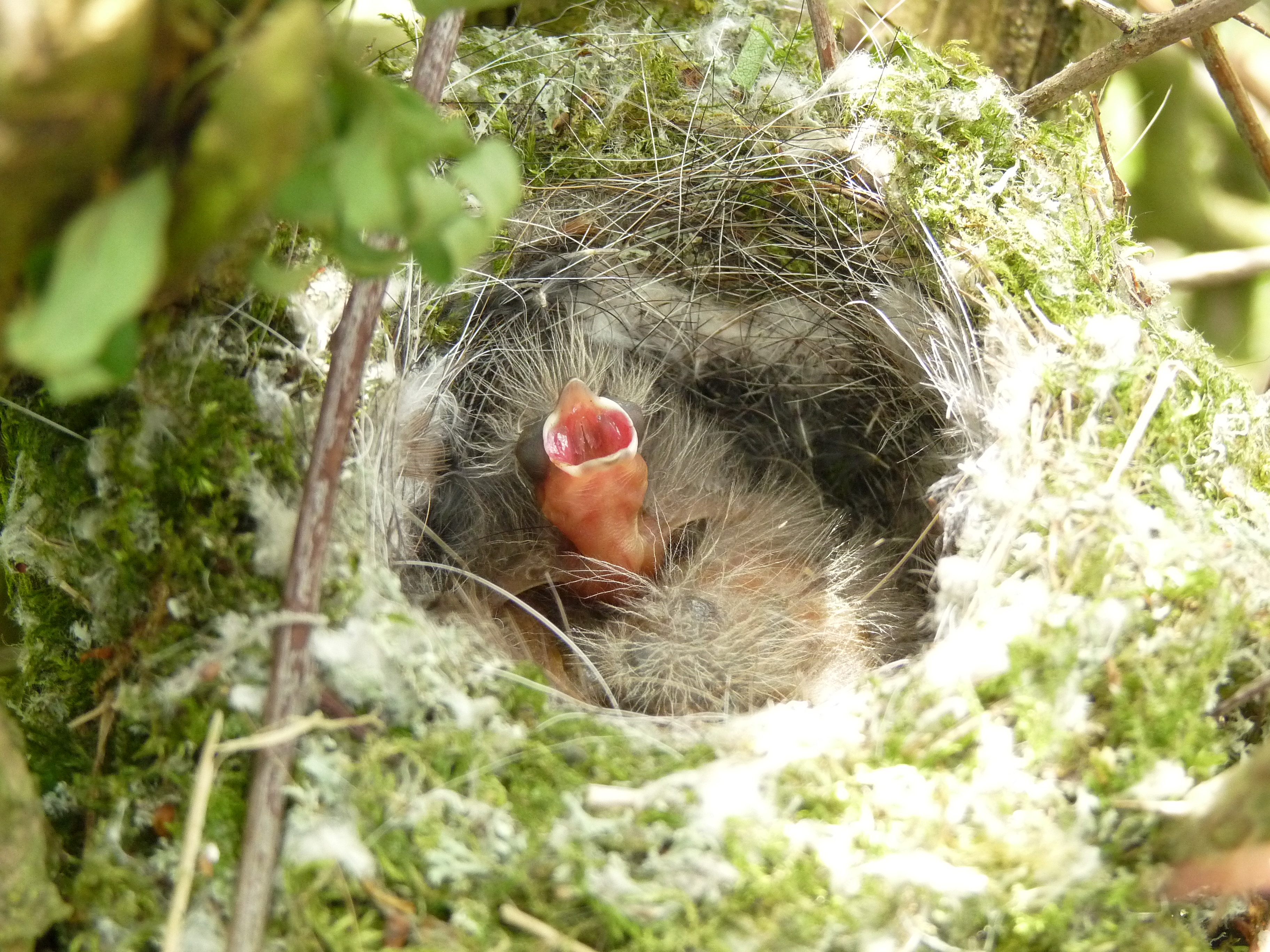
Nido con pulli.

Il nido, a forma di coppa, viene costruito dalla sola femmina, sulla biforcazione di un ramo a qualche metro dal suolo. È composto da radichette e fibre vegetali intrecciate e foderato internamente con piumino e muschio ed esternamente con licheni e ragnatele. Al suo interno la femmina depone al ritmo di uno al giorno 4-5 uova lucide, di colore variabile fra il bluastro e il rosato, provviste di una rada maculatura bruna. L'uovo misura in media 19×15 mm per un peso di 2,2 g. Le uova vengono covate dalla sola femmina per circa 14 giorni, al termine dei quali schiudono pulli ciechi e nudi, che vengono nutriti da ambedue i genitori con cibo di origine animale (soprattutto bruchi e larve). Sono in grado d'involarsi attorno agli 11-18 giorni dalla schiusa, tuttavia tendono a rimanere presso il nido (chiedendo sempre più sporadicamente l'imbeccata ai genitori) per ulteriori tre settimane prima di disperdersi nel territorio circostante.
I giovani sono in grado di riprodursi a partire da un anno d'età, ma solo il 53% circa di essi supera tale traguardo. La speranza di vita dei fringuelli sembrerebbe essere di soli tre anni in natura, mentre in cattività il record di longevità appartiene a un esemplare in Svizzera, vissuto 15 anni e mezzo.

## Distribuzione e habitat

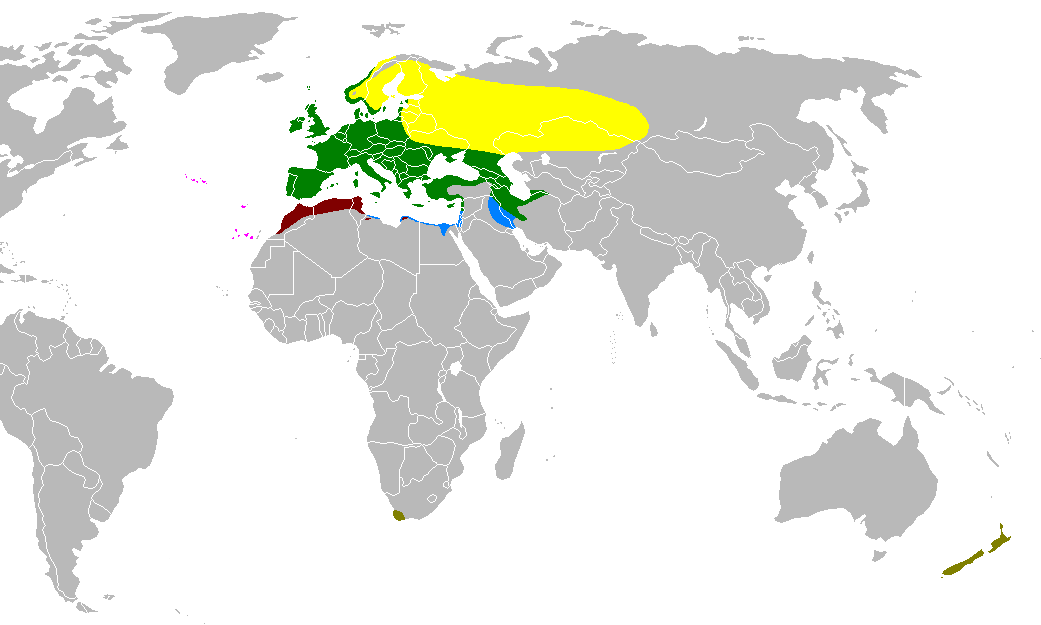
Areale del fringuello: in verde le aree dove è stanziale, in giallo dove è visitatore estivo, in azzurro dove è visitatore invernale, in ocra le aree dove la specie è introdotta. Il rosso scuro indica il complesso spondiogenys, il rosa il complesso canariensis.

L'areale è molto ampio: abbraccia l'intera Europa e comprende buona parte dell'Asia centro-settentrionale (a est fino al lago Bajkal) e del Nord Africa. Mentre le popolazioni dell'Europa continentale, delle isole britanniche, del Caucaso, dell'Anatolia, dell'Iran, dei monti dell'Atlante e della Macaronesia sono stanziali, quelle della Scandinavia, dell'Europa Orientale, della Russia e dell'Asia Centrale migrano a sud in autunno (settembre-novembre) per poi fare ritorno in primavera (marzo-aprile), mentre quelle della Mesopotamia, del Levante, dell'Egitto e della Libia settentrionali migrano a nord durante l'estate. In generale, la specie rimane stanziale nei luoghi in cui l'isoterma di luglio si mantiene fra i 12 e i 30 °C. In Italia il fringuello è ben rappresentato in tutta la penisola come specie stanziale e riproduttrice.
Nel XIX secolo il fringuello è stato introdotto in Nuova Zelanda (dove si è naturalizzato perfettamente in ambedue le isole maggiori e risulta fra gli uccelli più comuni) ed in Sudafrica (dove piccole colonie riproduttive persistono nei sobborghi a nord di Città del Capo). Resta invece da chiarire se le segnalazioni di avvistamenti nel nord-est dell'America Settentrionale si riferiscono a esemplari fuggiti alla cattività o a singoli migratori finiti fuori rotta.
In termini di habitat i fringuelli si dimostrano piuttosto adattabili, colonizzando tutte le aree in cui è presente della vegetazione e dell'acqua: li si trova nei boschi misti o decidui, nella macchia mediterranea, nei parchi, in campi coltivati e frutteti. Generalmente evitano le aree urbane; tuttavia, specialmente durante l'inverno, possono spingersi nelle città alla ricerca di cibo.

## Tassonomia
Se ne riconoscono 15 sottospecie:
| Nome scientifico                             | Distribuzione                                                |  |
| -------------------------------------------- | ------------------------------------------------------------ |  |
| Fringilla coelebs coelebs Linnaeus, 1758     | Gran parte dell'Eurasia                                      |  |
| F. coelebs gengleri Kleinschmidt, 1909       | Isole britanniche                                            |  |
| F. coelebs solomkoi Menzbier & Sushkin, 1913 | Crimea e Caucaso sud-occidentale                             |  |
| F. coelebs sarda Rapine, 1925                | Endemica della Sardegna                                      |  |
| F. coelebs syriaca Harrison, 1945            | Cipro, dalla Turchia sud-orientale alla Giordania e all'Iraq |  |
| F. coelebs alexandrovi Zarudny, 1916         | Nord dell'Iran                                               |  |
| F. coelebs transcaspia Zarudny, 1916         | Zona di confine fra Iran e Turkmenistan                      |  |
| F. coelebs africana Levaillant, 1850         | Monti dell'Atlante dal Marocco alla Tunisia                  |  |
| F. coelebs harterti Svensson, 2015           | Cirenaica                                                    |  |
| F. coelebs spodiogenys Bonaparte, 1841       | Area di confine fra Tunisia e Libia                          |  |
| F. coelebs moreletti Pucheran, 1859          | Azzorre                                                      |  |
| F. coelebs maderensis Sharpe, 1888           | Madeira                                                      |  |
| F. coelebs canariensis Vieillot, 1817        | Canarie centrali                                             |  |
| F. coelebs ombriosa Hartert, 1913            | El Hierro                                                    |  |
| F. coelebs palmae Tristram, 1889             | La Palma                                                     |  |

Le varie sottospecie vengono generalmente suddivise in tre gruppi, che potrebbero rappresentare tre specie a sé stanti:
- gruppo "coelebs" eurasiatico, comprendente la sottospecie nominale oltre alle sottospecie alexandrovi, gengleri, sarda, solomkoi, syriaca e transcaspia;
- gruppo "spondiogenys" nordafricano, comprendente le sottospecie spondiogenys, africana ed harterti;
- gruppo "canariensis", comprendente le sottospecie canariensis, maderensis, moreletti, ombriosa e palmae;

Le popolazioni dei gruppi spondiogenys e coelebs sono geneticamente piuttosto vicine a dispetto delle differenze morfologiche, mentre il gruppo canariensis risulta piuttosto distante da entrambi: secondo alcuni autori, le sottospecie del gruppo canariensis andrebbero addirittura elevate al rango di specie a sé stante, con la fusione delle sottospecie palmae ed ombriosa in un'unica sottospecie e per contro la divisione della sottospecie canariensis in due sottospecie, costituite dalle popolazioni diffuse rispettivamente a Gran Canaria (canariensis) e a Tenerife-La Gomera (tintillon).

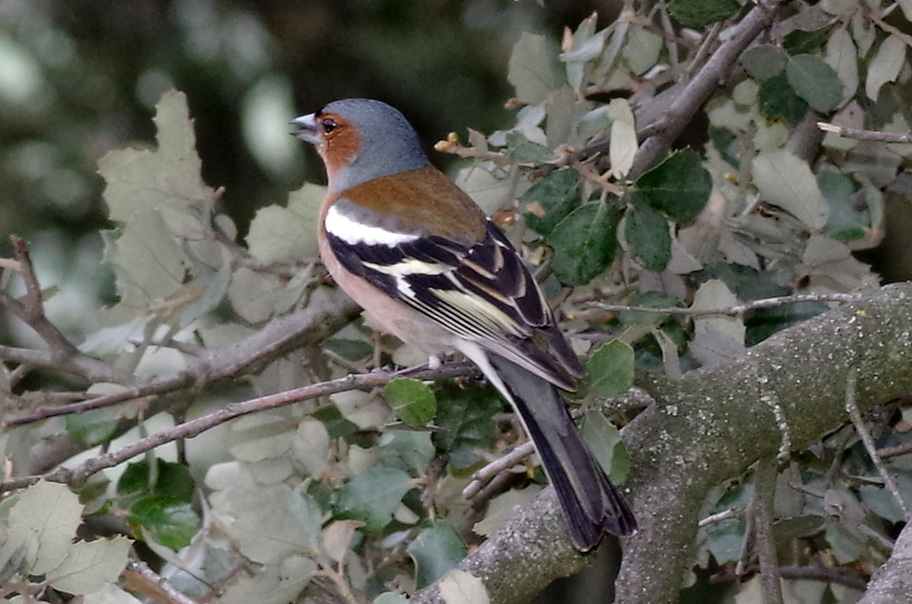
Esemplare della sottospecie balearica, secondo alcuni da sinonimizzare con la sottospecie nominale.
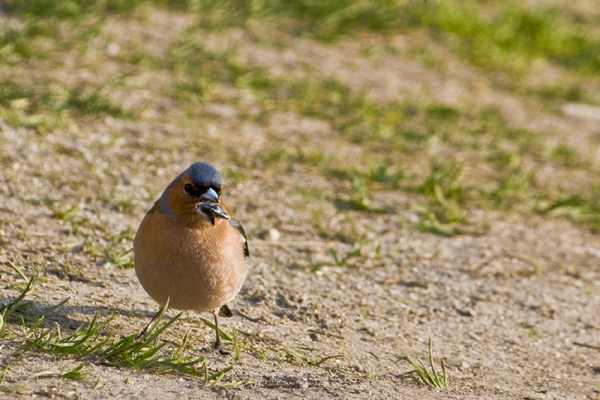
Esemplare della sottospecie caucasica, secondo alcuni da sinonimizzare con la sottospecie nominale.
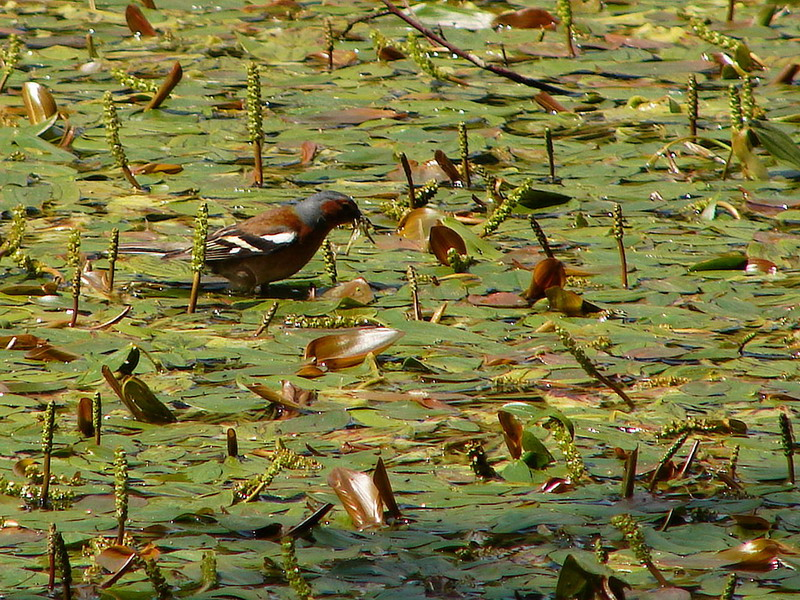
Esemplare della sottospecie schiebeli, secondo alcuni da sinonimizzare con la sottospecie nominale.

Nell'ambito del gruppo coelebs, invece, si individuano gli estremi di variazione nelle sottospecie sarda, syriaca, solomkoi e alexandrovi (secondo alcuni tutte da accorpare alla sottospecie nominale), mentre talvolta si individuano le popolazioni baleariche, caucasiche, cretesi, corse, dell'Anhalt e della Siberia della sottospecie nominale come sottospecie a sé stanti, rispettivamente coi nomi di F. c. balearica, F. c. caucasica, F. c. schiebeli, F. c. thyrrhenica, F. c. hortensis e F. c. wolfgangi, oltre che quelle scozzesi e sud-irlandesi della sottospecie gengleri come F. c. scotica e F. c. hibernicus.

## Rapporti con l'uomo

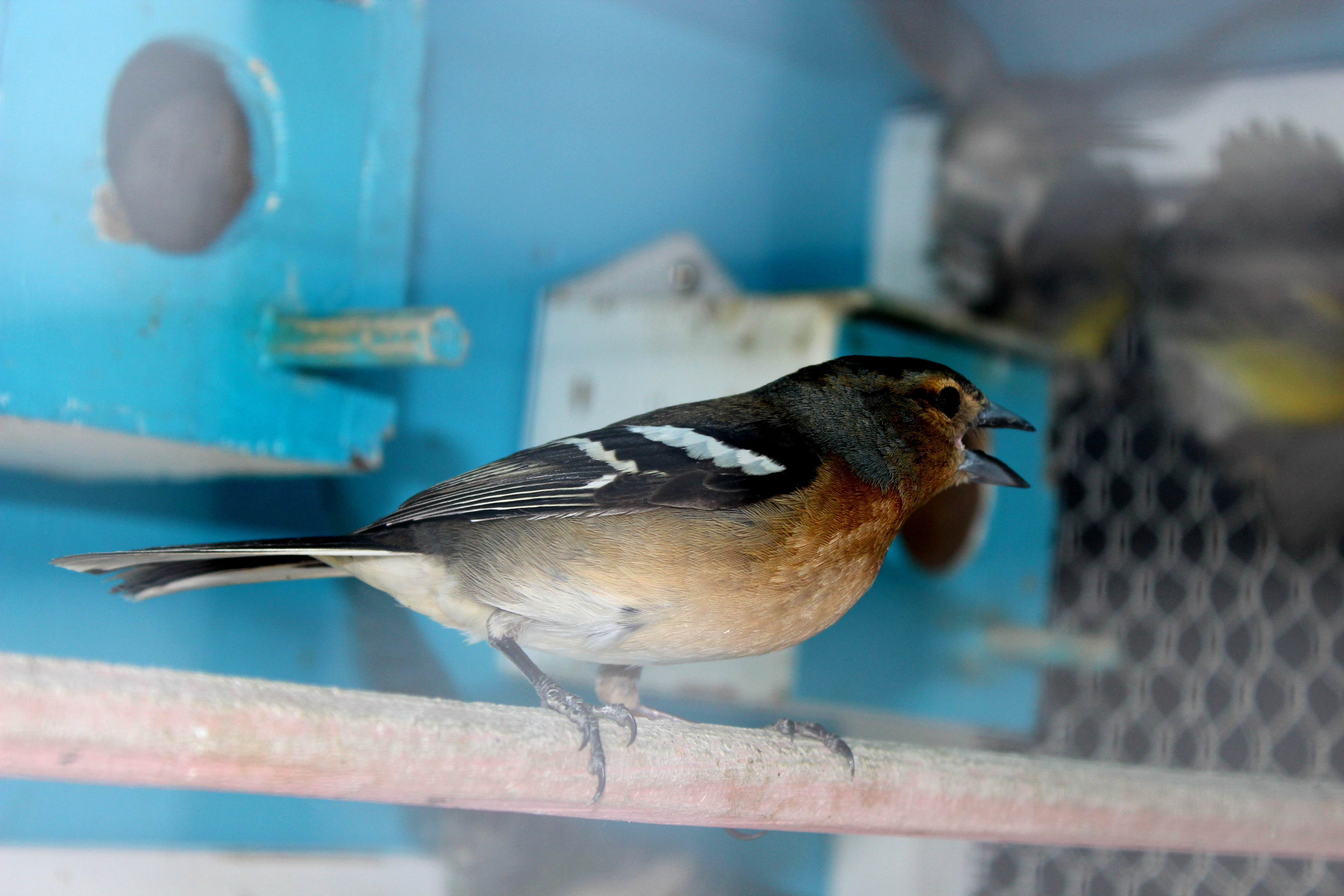
Maschio della sottospecie moreletti canta in cattività.

Da sempre i fringuelli (in particolar modo i maschi) sono stati apprezzati come uccelli da gabbia per il canto melodioso ed i colori vivaci; nelle Fiandre e nei Paesi Bassi sono protagonisti del tradizionale vinkenzetting, in cui i maschi si sfidano nell'emettere il maggior numero di richiami in un'ora.
Considerato l'esteso areale occupato dalla specie e la sua relativa abbondanza numerica (fatte salve le popolazioni insulari, da sempre più vulnerabili rispetto a quelle continentali ai cambiamenti di un habitat ristretto), questi uccelli vengono considerati come a rischio minimo dall'IUCN.
In Italia il fringuello è una specie protetta, in quanto patrimonio indisponibile dello Stato: l'abbattimento è punibile con pene pecuniarie, che divengono penali qualora gli esemplari abbattuti siano in numero superiore a 5.